# Macracantha arcuata
Macracantha arcuata (Fabricius, 1793) è un ragno appartenente alla famiglia Araneidae.
È l'unica specie nota del genere Macracantha.

## Etimologia
Il nome deriva dal greco μακρὸς, makròs, cioè grande, lungo, alto e ἃκανθα, àcantha, cioè spina, pungiglione, per le due grosse spine arcuate sull'opistosoma.

## Distribuzione
La specie è stata rinvenuta in India e in varie località della zona compresa fra la Cina ed il Borneo.

## Tassonomia
Descritto come un sottogenere di Gasteracantha Sundevall, 1833, è stato poi elevato al rango di genere a seguito di un lavoro dell'aracnologo Emerit del 1974.
Dal 1999 non sono stati esaminati altri esemplari, né sono state descritte sottospecie al 2014.